# Naples (Florida)

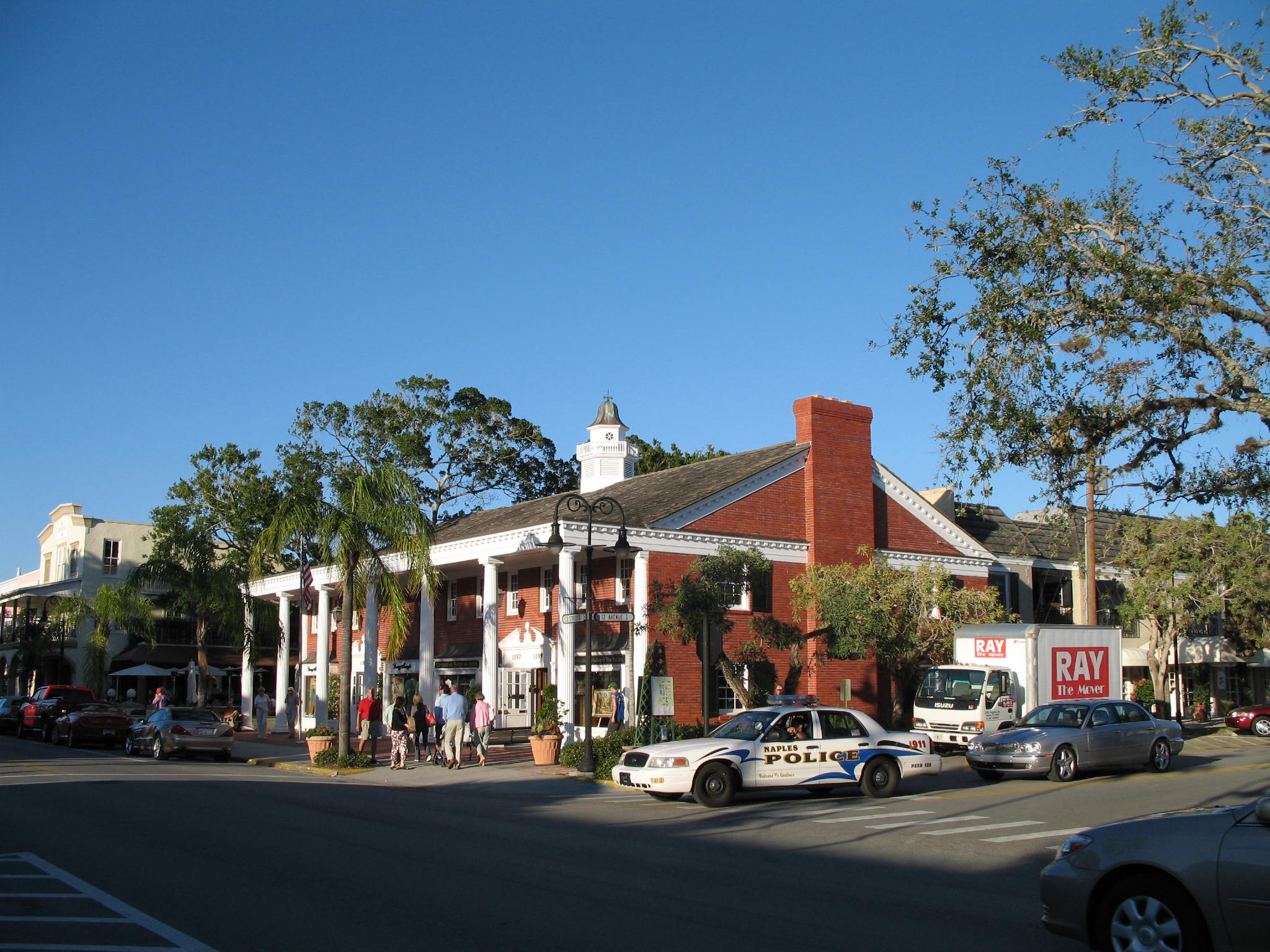
Centrum van Naples

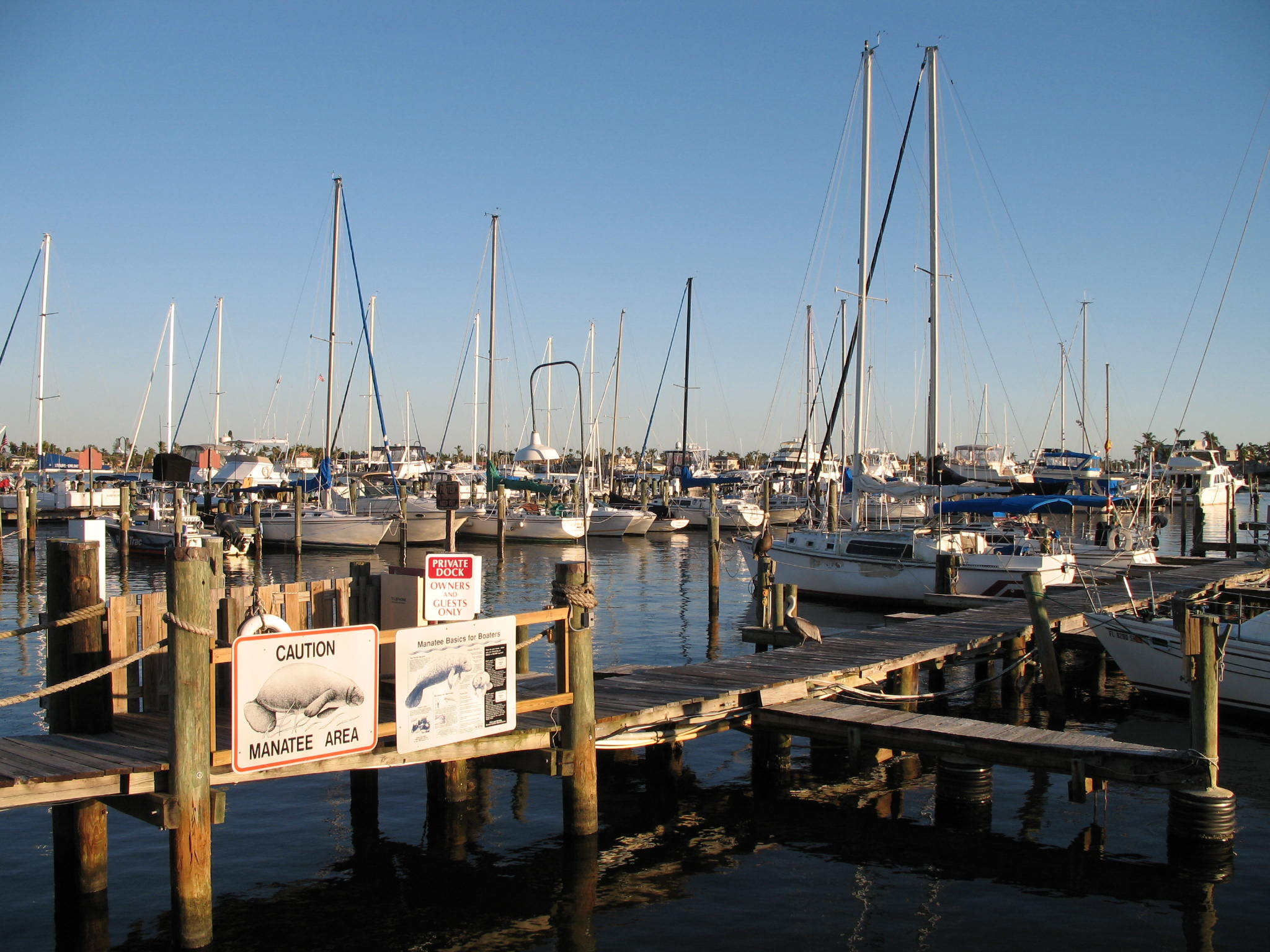
Haven van Naples

Naples is een plaats (city) aan de westkust van de Amerikaanse staat Florida. De stad vormt samen met Marco Island en omliggende plaatsen een agglomeratie. Naples is de county seat van Collier County, hoewel de districtsrechtbank in het nabijgelegen East Naples staat.

## Geschiedenis
Naples werd aan het eind van de jaren 1880 gesticht door een voormalig generaal van het leger van de Geconfedereerde Staten en tevens voormalig Senaatslid voor Kentucky, John Stuart Williams en zijn partner, zakenman Walter N. Haldeman uit Louisville, de uitgever van de Louisville Courier-Journal. De naam 'Naples' werd gekozen omdat de zonnige baai waaraan de stad ligt vergeleken werd met de baai waaraan Napels ligt.

## Demografie
Bij de volkstelling in 2000 werd het aantal inwoners vastgesteld op 20.976. In 2006 is het aantal inwoners door het United States Census Bureau geschat op 21.975, een stijging van 999 (4,8%). De gehele agglomeratie van Naples en Marco Island telde in 2005 317.788 inwoners.

## Geografie
Volgens het United States Census Bureau beslaat de plaats een oppervlakte van 37,3 km², waarvan 31,1 km² land en 6,2 km² water.

## Plaatsen in de nabije omgeving
De onderstaande figuur toont nabijgelegen plaatsen in een straal van 16 km rond Naples.